# Isla Holy (Anglesey)
La isla Holy (en inglés, Holy Island; galés, Ynys Gybi, 'la isla de (san) Cybi') es una isla de 39,4 km² en el lado occidental de la más grande isla de Anglesey, al norte de Gales, de la que está separado por un estrecho y retorcido canal. Se la llama "Holy" (santa) debido a la alta concentración de menhires, cámaras de enterramiento y otros lugares religiosos en la pequeña isla. El nombre alternativo e histórico de la ciudad es Holyhead Island. Según el censo del año 2001, la población es de 13.579 habitantes.